# شريف رومان
شريف رومان (بالإنجليزية: Shari Roman)‏ هي مخرجة أمريكية، ولدت في 5 أكتوبر 1974.

## وصلات خارجية
- شريف رومان على موقع IMDb (الإنجليزية)
- شريف رومان على موقع كينوبويسك (الروسية)